# يانيك جالو
يانيك دوس سانتوس جالو (بالبرتغالية: Yannick dos Santos Djaló‏) وهو لاعب كُرة قدم بُرتغالي في مركز الهجوم ولد في يوم 5 مايو 1986 في مدينة بيساو في غينيا بيساو، يلعب جالو حالياً مع نادي سان خوسيه إيرثكويكس في الولايات المتحدة معاراً من نادي بنفيكا ولعب مع نادي تولوز وكازا بيا وسبورتينغ لشبونة ولعب مع منتخب البرتغال لكرة القدم في 2010 ويبلغ طوله 171 سم.

## روابط خارجية
- يانيك جالو على موقع الاتحاد الأوربي (الإنجليزية)
- يانيك جالو على موقع الدوري الأمريكي (الإنجليزية)
- يانيك جالو على موقع قاعدة بيانات كرة القدم.إي يو (الإنجليزية)
- يانيك جالو على موقع ناشيونال فوتبول تيمز (الإنجليزية)
- يانيك جالو على موقع Soccerway.com (الإنجليزية)
- يانيك جالو على موقع عالم كرة القدم.نت (الإنجليزية)
- يانيك جالو على موقع AS.com (الإسبانية)